# STS-51-B
STS-51-B (ang. Space Transportation System) – siódma misja amerykańskiego wahadłowca kosmicznego Challenger i siedemnasta programu lotów wahadłowców. Po odwołaniu wyprawy STS-51-E Challenger został odłączony od zbiornika zewnętrznego ET i przetransportowany do hangaru OPF. Tam rozpoczęto instalowanie w jego ładowni laboratorium kosmicznego Spacelab-3.

## Załoga
źródło
- Robert F. Overmyer (2)*, dowódca (CDR)
- Frederick D. Gregory (1), pilot (PLT)
- Don L. Lind (1), specjalista misji 1 (MS1)
- Norman E. Thagard (2), specjalista misji 2 (MS2)
- William E. Thornton (2), specjalista misji 3 (MS3)
- Lodewijk van den Berg (1), specjalista ładunku 1 (PS1) – pochodzący z Holandii, obywatel USA
- Taylor G. Wang (1), specjalista ładunku 2 (PS2) – urodzony w Szanghaju

*(liczba w nawiasie oznacza liczbę lotów odbytych przez każdego z astronautów)

## Parametry misji
źródło
- Masa: 
  - startowa orbitera: 111 983 kg
  - lądującego orbitera: 96 370 kg
  - ładunku: 14 245 kg
- Perygeum: 346 km
- Apogeum: 353 km
- Inklinacja: 57,0°
- Okres orbitalny: 91,5 min

## Cel misji
Kolejny lot laboratorium naukowego Spacelab-3. Obiekt ten dopełniała umieszczona również w ładowni niestandardowa konstrukcja MPSS z aparaturą do wykrywania domieszek w górnych warstwach atmosfery oraz do pomiaru ładunków elektrycznych niesionych przez niskoenergetyczne promieniowanie kosmiczne. Łącznie w misji STS-51-B miano wykonać 15 doświadczeń naukowych i naukowo-technicznych. Poza wymienionymi eksperymentami były to:
- otrzymywanie kryształów siarczanu glicyny, przeznaczonych na czułe detektory promieniowania podczerwonego;
- uzyskanie tlenku rtęci do produkcji czujników promieniowania X i gamma;
- otrzymywanie jodku rtęci (na zamówienie Francji);
- badanie wpływu na płyny fal akustycznych w stanie nieważkości;
- symulowanie zjawisk zachodzących w atmosferach Jowisza, Saturna i Słońca;
- wykonywanie ultrafioletowych zdjęć gwiazd za pomocą kamery szerokokątnej;
- wzrokowe i fotograficzne obserwacje zórz polarnych;
- sprawdzanie klatek i instalacji do doświadczeń biologicznych na zwierzętach;
- badanie rytmów dziennych EKG i temperatury ciał zwierząt doświadczalnych;
- TV rejestracja zachowania zwierząt w fazie startu i lądowania;
- wybrane badania medyczne członków załogi;
- wypuszczenie małego satelity do kalibrowania radarów lotniczych;
- umieszczenie na niskiej orbicie satelity do łączności kurierskiej.

## Przebieg misji
Start wahadłowca do siedemnastego lotu programu STS odbył się 29 kwietnia 1985 roku. Bez problemu osiągnięto kołową orbitę o nachyleniu 57° i wysokości 352 km. Astronautów podzielono na dwie dwunastogodzinne zmiany: „złotą”, dzienną (CDR, MS-1, MS-3 i PS-2) oraz „srebrną”, nocną (PLT, MS-2, PS-1). 
Astronauci wykonali m.in. trzynaście eksperymentów z zakresu produkcji kryształów w stanie nieważkości, obserwacji zorzy polarnej i biologii (na  pokładzie wahadłowca znajdowały się dwie małpy i dwadzieścia cztery szczury). Spośród dwóch niewielkich satelitów Ziemi, udało się wysłać tylko jednego. Był to wykonany przez studentów dla celów łączności radiowej satelita NUSAT o masie 52 kg. Drugi satelita NASA, oznaczony GLOMR, o masie 72 kg mający służyć pomiarom radarowym, nie został wysłany ze względu na zakleszczenie się w pojemniku GAT, z którego nie udało się go wydostać. Zdecydowano się przywieźć go z powrotem na Ziemię. Kłopoty sprawiała też śluza powietrzna, przez którą miano wysuwać na zewnątrz kamerę szerokokątną. Natomiast pomyślnie przebiegały doświadczenia z dziedziny inżynierii materiałowej i fizyki płynów. By w eksperymentach tych wyeliminować zakłócenia wprowadzone przez siłę bezwładności, ustawiono Challengera statecznikiem pionowym ku Ziemi, a prawym płatem w kierunku lotu. Dzięki temu pole grawitacyjne naszej planety stabilizowało położenie wahadłowca, a ewentualne odchylenie od przyjętej pozycji, wywołane między innymi przemieszczaniem się załogi, niwelowano za pomocą sześciu silników RCS o ciągu 111 N. Po początkowych kłopotach z klatkami, astronauci opracowali procedurę wymiany pojemników z pokarmem, a zwierzęta przyzwyczaiły się do warunków lotu kosmicznego. Na początku otwarcie drzwiczek powodowało wydostawanie się pyłów, które ruch powietrza przenosił przez tunel aż do kabiny. Na szczęście odkurzacz pozwolił przywrócić porządek wewnątrz promu. Ostatecznie z piętnastu zaplanowanych doświadczeń nie udało się całkowicie wykonać tylko jednego. 
Lądowanie wahadłowca w dniu 6 maja 1985 roku przebiegło pomyślnie. Po lądowaniu w Kalifornii trzeba było przetransportować Challengera na Florydę. Jak zwykle posłużył do tego przebudowany samolot Boeing 747 – SCA.